# Gembongan (Gedek)
Gembongan is een bestuurslaag in het regentschap Mojokerto van de provincie Oost-Java, Indonesië. Gembongan telt 3803 inwoners (volkstelling 2010).